# Nœud lymphatique cubital
Les nœuds lymphatiques cubitaux (ou ganglions lymphatiques cubitaux) sont les nœuds lymphatiques profonds du bras situés le long de l'artère ulnaire. Les nœuds lymphatiques supratrochléaires font partie de ces nœuds et en sont les plus constants.
Ils sont drainés par les nœuds lymphatiques brachiaux.